# Sa Unió de Formentera
Sa Unió de Formentera (escurçat Sa Unió) és una coalició electoral formenterera d'àmbit insular creada el 2011 com a successora de l'AIPF per concórrer a les eleccions al Consell de Formentera i al Parlament de les Illes Balears. Aquesta coalició actualment la componen el Partit Popular de Formentera i Compromís amb Formentera. El president de l'organització és Llorenç Córdoba Marí.
La coalició inicialment la componien el Partit Popular i el Grup d'Independents de Formentera i es presentà a les eleccions al Consell Insular i al Parlament de les Illes Balears de 2011, però amb la dissolució del GUIF i el sorgiment de Compromís amb Formentera com a escissió, ambdues formacions es presentaren en solitari a les eleccions insulars i autonòmiques de 2015. A les eleccions del 2019, la coalició es recompongué amb aquests dos partits com a integrants, assolint 6 consellers al Consell però quedant lluny d'obtenir l'escó autonòmic.
Es repetí la coalició a les eleccions insulars i autonòmiques del 2023, a les que Sa Unió aconseguí una majoria absoluta de 9 consellers al consell insular i obtingué l'escó formenterenc al Parlament.

## Resultats electorals

### Consell Insular de Formentera
| Elecció | Vots  | %     | Consellers | +/– | Candidat            | Govern           |
| ------- | ----- | ----- | ---------- | --- | ------------------- | ---------------- |
| 2011    | 1.308 | 34,66 | 5 / 17     | 1*  | Javier Serra Torres | Oposició         |
| 2019    | 1.330 | 33,77 | 6 / 17     | **  | Llorenç Córdoba     | Oposició         |
| 2023    | 1.870 | 47,12 | 9 / 17     | 3   | Llorenç Córdoba     | Majoria absoluta |

* Respecte a PP + GUIF
** Respecte a PP + Compromís amb Formentera

### Parlament de les Illes Balears
| Elecció | Vots  | %    | Diputats | +/– | Candidat            |
| ------- | ----- | ---- | -------- | --- | ------------------- |
| 2011    | 1.352 | 0,32 | 0 / 59   | 1*  | Javier Serra Torres |
| 2019    | 1.419 | 0,33 | 0 / 59   | **  | Jose Manuel Alcaraz |
| 2023    | 1.747 | 0,39 | 1 / 59   | 1   | Llorenç Córdoba     |

* Respecte a AIPF del 2007.
** Respecte al 2011